# Lytreia plana
Lytreia plana är en korallart som först beskrevs av Elisabeth Deichmann 1936.  Lytreia plana ingår i släktet Lytreia och familjen Plexauridae. Inga underarter finns listade i Catalogue of Life.